# 恩扎克
恩扎克（英語：Enshag）或恩扎加克（英語：Enshagag）是苏美尔神话中为医治恩基的疾病而降生的八大神之一。他被恩基指定为狄尔蒙（Dilmun）之主。

## 狄尔蒙岛
狄尔蒙是幸福岛提尔蒙（Tilmun）的别称，现今的巴林群岛。苏美尔最古老的关于恩基和宁胡尔萨格的故事就发生在这里。朱苏德拉，阿卡德人称作“乌特纳庇什提”）在洪水之后也定居在这里。提尔蒙是一个乐园，没有毒蛇猛兽和虎豹豺狼；这里是一片“洁净”、“光明”的土地，充满活力，没有疾病和死亡。但这里没有淡水，后来太阳神乌图（Utu）根据恩基的旨意从大陆运来淡水。此后，神母宁胡尔萨格在这里种植了八种奇异的植物。提尔蒙是神的乐园，但许多方面接近《旧约》中的伊甸园。医疗女神尼宁欣娜（Ninisinna）与提尔蒙也有关系，乌尔（Ur）城的尼宁欣娜神庙称作“提尔蒙之家”。提尔蒙岛上的主神是恩扎克和麦斯基达克。在一份阿卡德的神名录中，恩扎克称作“提尔蒙岛的纳布”；拉哈蒙女神称作“提尔蒙岛的查尔帕尼图（Zarpanitu）”